# Leoncio Lugo Bao
Leoncio Lugo Bao (Paucartambo, Pasco, Perú, 24 de abril de 1901 - 2 de noviembre de 1979) fue un pintor indigenista peruano, catalogado como uno de los más destacados primeros promotores y líderes del movimiento indigenista a nivel del centro del Perú.

## Biografía
Leoncio Lugo Bao nació en Paucartambo (Pasco, Perú) en 1901 en una familia mestiza. Sus raíces fueron Isaac Lugo y Gerardo Lugo, hijos del primer Lugo que llegó al valle de Paucartambo, del cual no se tiene registro, son los abuelos del pintor. Isaac contrae matrimonio con Juliana Collao y nació Julio Lugo Collao. De la relación de Julio Lugo Collao con Cecilia Bao, nació Leoncio Lugo Bao y su hermano César, compositor del himno del Distrito de Paucartambo, “La Flor de Picahuay”.
De la relación entre su padre y Julia Villavicencio López, tuvo a Zoraida Lugo Villavicencio, Isolina Lugo Villavicencio y al músico Juan Lugo Villavicencio, hermanos del pintor.
Como lo anota el escritor pasqueño Pérez Arauco: “Nota especial de admiración y reconocimiento merece doña Cristina Soto, la compañera en sus momentos gloriosos y en los dramáticos de los últimos de su existencia”. Cristina Soto Samaniego, fue su incondicional mujer y compañera. Tuvieron a: Carlos, Máximo y Magda. Leoncio Lugo Bao estuvo casado inicialmente con Raquel Morales Tapia, de la cual nació Leoncio Lugo Morales, quien radica y ha hecho familia en Brasil con Diva Alvarenga de Lugo y en segundo matrimonio con Maria Celeste Rangel, Leoncio Alfredo Lugo Morales tuvo un hijo Luis Alfredo Rangel Lugo

## Su educación y su pueblo
Creció en Paucartambo y sus callejuelas lo ven crecer en un ambiente eminentemente campesino que desde muy temprana edad son bien reflejados en sus incipientes dibujos. Pasa por las aulas de la escuela primaria de su pueblo, ganando a los 8 años un concurso de dibujo que le vale su primer premio: un texto de cuentos infantiles. La secundaria la desarrolla en Cerro de Pasco en medio de un inclemente ambiente familiar que lo lleva a terminar lavando envases en una embotelladora de la ciudad, a unos 800 metros de la población de Champamarca, y más adelante, como ayudante en el mantenimiento de la línea férrea Cerro de Pasco-La Oroya.
La dureza de los trabajos desarrollados, no doblegan las manos artísticas del pintor, por el contrario, lo identifican con el proletariado de la zona minera, que compaginada a la campesina de su infancia, le van dando forma al mensaje que sus obras a la postre transmitirían. Fueron horas de lucha por continuar los estudios secundarios contra los imponderables económicos que rondaban su joven existencia. Horas de un tiempo que llegaría a buen cauce, una tarde de aquellas de 1925, con una copia de la pintura "La Independencia" que actualmente luce la Municipalidad de Carhuamayo, en la que comienza a reflejarse y comentarse la trascendencia del pintor. Horas de un tiempo, una vez más frío, como las calles de esta localidad de tránsito, que pese a ello, arrojaba un extraño calor en el comentario de la gente, sobre lo que el destino artístico le tenía deparado, al por fin, luego de tantas jornadas de subsistencia, joven graduado en Educación Secundaria.

## Las bellas artes
Llegó entonces el tiempo del artista, 1926, en la casa mayor del arte peruano: La Escuela de Bellas Artes de la ciudad de Lima. Allí, de la mano del pintor huancavelicano Daniel Hernández, Director de la Escuela, transcurre sus seis años de estudios que finalmente los culmina en 1932. Fiel seguidor de la corriente indigenista que en aquel entonces era la piedra angular del arte peruano bajo los destacados pinceles de José Sabogal, Julia Condecido y Jorge Vinatea Reynoso, Leoncio comparte la fama y amistad de muchos de ellos, siendo catalogado como el máximo representante del indigenismo en la Región Central del Perú.
En 1936 retorna a la tierra que lo trajo al mundo, donde plasma al óleo magníficas estampas paucartambinas que le valen el aprecio y reconocimiento de sus coterráneos. Pero como nadie es profeta en su tierra, Leoncio continúa con sus peregrinajes artísticos: hacia la zona selvática de Cerro de Pasco, Oxapampa, por ejemplo; así como al histórico Cuzco y Puno, lugares donde expuso y pintó a la vez una gran cantidad de cuadros que actualmente se conservan en la Municipalidad de Huancayo, Consejo Provincial de Pasco y Universidad Nacional Daniel Alcides Carrión (UNDAC). Todo esto, bajo el auspicio de la Alcaldía de Cerro de Pasco, que siempre apreció en el pintor la dimensión de su obra para la posteridad del arte indigenista. Sin embargo, este tipo de auspicios y apoyos a tan excelente arte pictórico resultaron cada vez más infructuosos, tanto así, que si nos ponemos a revisar algunas líneas que sobre él se han escrito, descubriremos poemarios melancólicos como el del poeta cerreño, Ambrosio Casquero Dianderas (1938), así como innumerables menciones en publicaciones periódicas de la UNDAC.

## Incursiones intelectuales
En cuanto a su incursión intelectual en la literatura, periodismo y crítica de arte, Lugo Bao circundó el ambiente, llegando a dirigir la Revista "Centro", editada en 1939 en la capital pasqueña. En ella se encuentra un estudio completo sobre la obra de nuestro artista bajo la pluma de don Ambrosio Carrasquero, titulado: "El arte pictórico de Leoncio Lugo". De su obra se dice, se comenta, se arguye que "Lugo utilizó las técnicas del óleo, acuarela y carboncillo. Pero también dedicó gran parte de su tiempo a la escultura. En la pintura durante su período de iniciación cultivó el anatomismo en desnudos". Quizás por ello, más tarde, hallamos excelentes combinaciones anatómicas que reflejan fielmente la dimensión del artista, como es el caso de esta imagen trabajada al carboncillo.

## Incursiones políticas
Corrían los años del 30 al 45 y muchos intelectuales se suman a la clandestinidad y la semiclandestinidad en defensa de la libertad ante la exclusión social del sistema político desarrollado por el dictador Luis Miguel Sánchez Cerro. Entre ellos, intelectuales del bastión aprista acantonado en el valle de Paucartambo, liderado por Leoncio Lugo Bao. Cuando el 30 de abril de 1933 se anuncia el  asesinato del dictador, se sabe que se trataba de un tal Abelardo Mendoza Leyva, natural de Cerro de Pasco, que años antes se había afiliado al partido aprista. Pocos pusieron en duda la responsabilidad directa del APRA en el asesinato de quien había propiciado desde su alta investidura masacres de apristas residentes en Trujillo y otros pueblos del Perú. Aunque no se registran obras pictóricas alusivas estrictamente a esta incursión política en la vida del artista, sí se cuenta con documentos fidedignos que prueban no solo su afiliación sino incluso su liderazgo político. 

Sin embargo, como ya lo hemos mencionado, la excelencia de su pincel para reflejar semblanzas de la vida campesina, son la mejor demostración de que estamos, aún hoy después de mucho tiempo, ante una de las mejores expresiones del arte indigenista peruano. Prueba de ello, el óleo que tenemos a continuación: "La madre indígena".    

## Contemplando su recuerdo
A medida que transcurren los años, quedan menos testimonios vivos del que en vida fue la mejor expresión del arte indigenista del Centro del Perú, amigos y familiares; de modo que no podemos dejar de anotar el ocaso de su carrera artística -desconocido para las nuevas generaciones-, que a los 52 años de edad se vio detenida a consecuencia de un accidente en el que perdió la vista en su ciudad natal. Todavía nos queda el recuerdo de esa etapa postrera, apagada, silenciosa, del que supo apreciar la vida más allá de la mirada rutinaria del hombre de su tiempo. Circundado por su familia en el histórico barrio Collana, Cristina Soto, su fiel compañera, se convirtió en sus ojos hasta el final de sus días. También su hermana Zoraida le sirvió de sustento en la capital limeña. Aún nos queda en la retina del recuerdo: destellos de sus pláticas con su hermano César, quien tras atravesar presuroso las calles muchas veces lluviosas del inveterado barrio, llegaba a tiempo a sus citas vespertinas con su café caliente cargado de amor y remembranzas de alguna "Flor de Picahuay"; aún el sonido de su melancólico violín y su viváldico silbido resuena en la memoria de los que en aquel tiempo niños, esquivando su enojo y su deseo a no ser interrumpido, incursionábamos en su aposento para quedarnos contemplándole las manos en medio de sus cuadros, e intentar imaginarlo activo, retratando ese indigenismo que tantos aplausos le dio, y después de muchas súplicas, alcanzar a convencerlo para que construya, quizás su última talla, "un juguete pa' Julito", su nieto preferido, o espectar una de sus últimas ternuras a las Magdas que tanto quiso, su hija y nieta predilectas; otros han de recordarlo un poco antes, en sus años postreros de intelecto, sentado en los avatares legales de la Municipalidad de su pueblo, configurando su sociedad, casando parejas, asentando actas de nacimiento a los que vienen y se van de su Macondo hecho realidad llamado Paucartambo, dándole nombre a sus paisanos en medio de innumerables tertulias que no pudo controlar y así evitar el temprano recorte de su genio artístico.
Leoncio Fidel Lugo Bao falleció el 2 de noviembre de 1979. Sus restos descansan en el cementerio de su pueblo natal. Lugo Bao dejó como su discípulo en la Escuela de Bellas Artes de Lima, a su hijo Máximo Lugo Soto, quien no solo heredó sus cualidades artísticas, sino incluso prosiguió con el aporte edilicio de su padre, convirtiéndose en Secretario del Concejo Municipal del Distrito de Paucartambo por varias décadas.

- Datos: Q18223970
- Multimedia: Leoncio Lugo Bao / Q18223970